# Leonhardsfilz

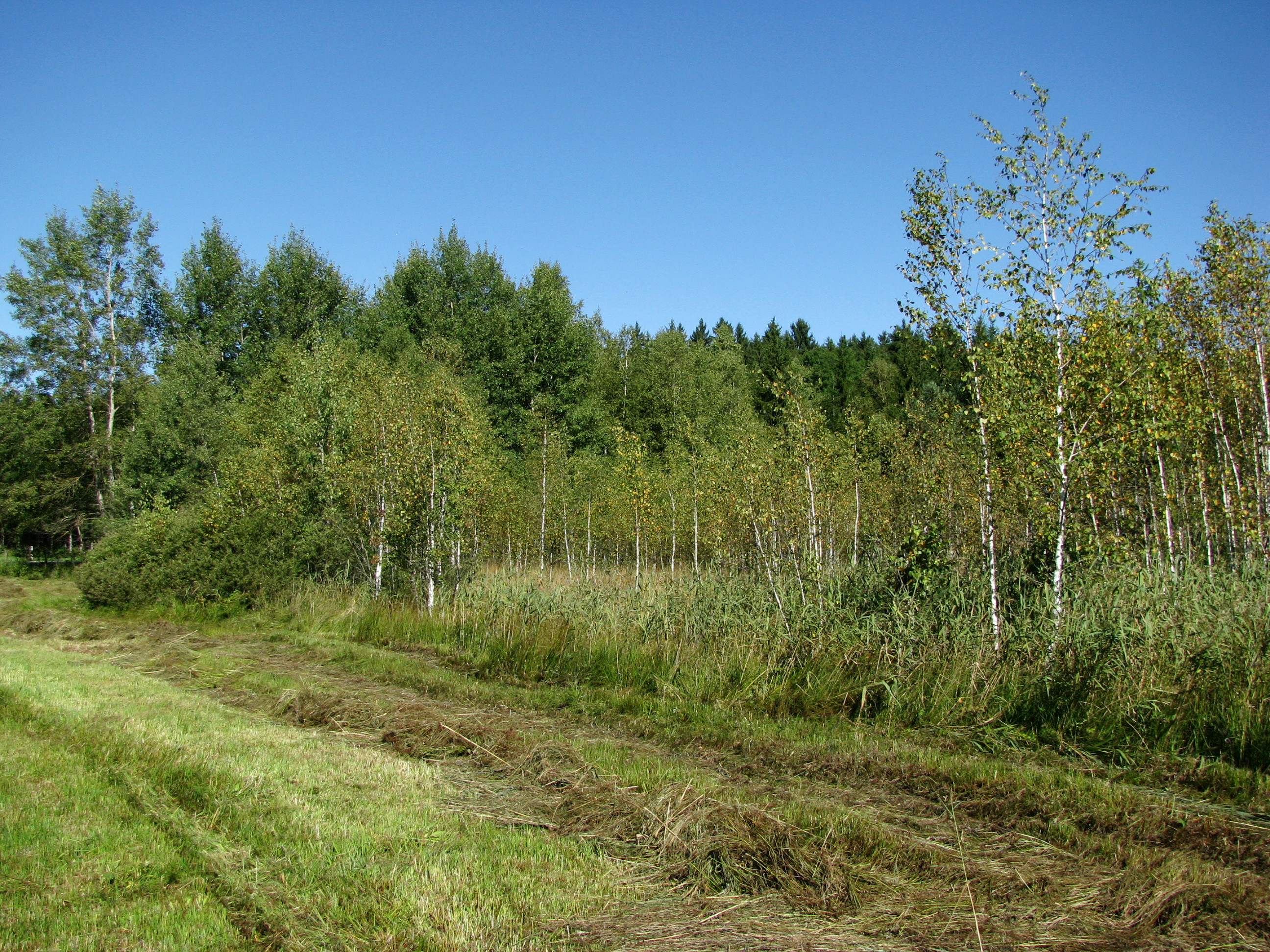
Naturschutzgebiet Leonhardsfilz (September 2013)

Das Naturschutzgebiet Leonhardsfilz liegt auf dem Gebiet der Gemeinde Dietramszell im Landkreis Bad Tölz-Wolfratshausen in Oberbayern. Es ist Teil des FFH-Gebietes Moore zwischen Dietramszell und Deining (8135-371) und gehört zur Tölzer Moorachse.
Das 15,44 ha große Gebiet mit der Nr. NSG-00060.01, das im Jahr 1951 unter Naturschutz gestellt wurde, erstreckt sich nördlich des Kernortes Dietramszell direkt an der am westlichen Rand verlaufenden St 2368.